# 三卷俊夫
三卷俊夫（1879年9月23日—？），是位日本山口縣出身的實業家，於1904年從京都帝國大學經濟學科畢業。畢業後他任職於臺灣銀行，曾擔任過臺銀臺中、神戶、汕頭支店長，後於1916年轉任臺灣倉庫株式會社取締役，繼而又任該社之專務取締役。此外他還擔任過臺北商工會副會長、臺灣高爾夫俱樂部會長等職。

## 著作

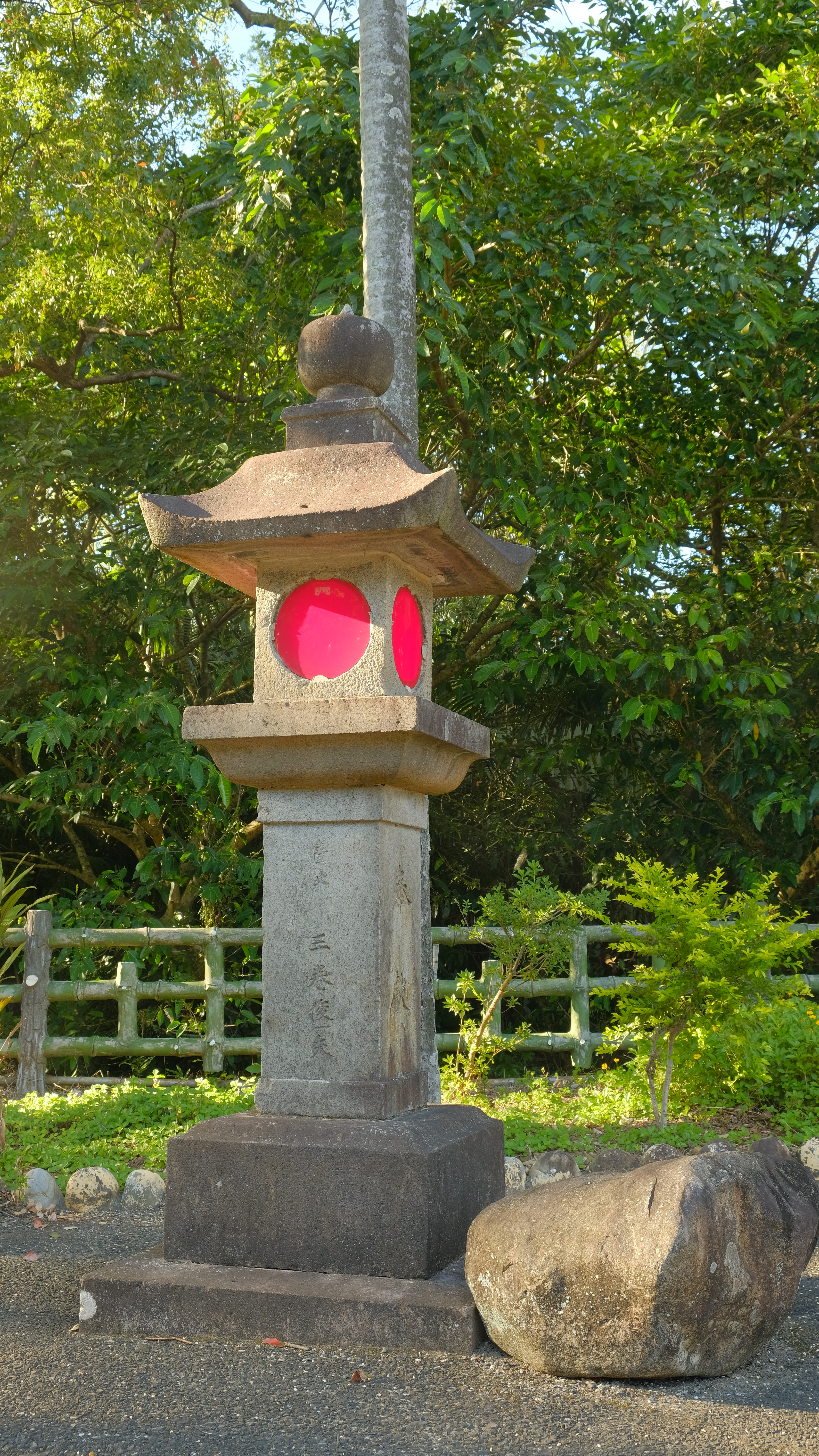
三卷俊夫奉獻之石燈籠，於淡水神社中

- 《通俗帝国憲法講義》（1907）
- 《臺灣倉庫株式會社二十年史》（1936）
- 《猫の髭》（1937）
- 《赤道を横切る》（1937）
- 《在臺三十年》 （1939）
- 《猫の髭 續編》（1940）